# Review-Aggregator
Ein Review-Aggregator oder Bewertungs-Aggregator ist ein System, das Rezensionen von Produkten und Dienstleistungen (wie Filme, Bücher, Videospiele, Software, Hardware und Autos) sammelt. Die gespeicherten Rezensionen werden beispielsweise für Websites verwendet, auf der Benutzer diese Rezensionen anzeigen, Informationen über Verbrauchertendenzen an Dritte verkaufen und Datenbanken erstellen können, in denen Unternehmen Informationen über ihre tatsächlichen und potenziellen Kunden erhalten. Damit wird es den Benutzern ermöglicht, viele verschiedene Bewertungen aus den Rezensionen derselben Arbeit einfach zu vergleichen. Viele dieser Systeme berechnen einen ungefähre durchschnittlichen Gesamtwert, der in der Regel auf der Zuweisung eines numerischen Wertes zu jeder Rezension im Zusammenhang mit dem Grad der positiven Bewertung der Arbeit basiert.
Websites für die Zusammenfassung von Rezensionen können wirtschaftliche Auswirkungen auf Unternehmen haben. Einige Unternehmen haben Lizenzgebühren und Mitarbeiterprämien an entstandene Gesamtpunktzahlen gebunden. Ebenfalls können Aktienkurse von Bewertungen beeinflusst werden, welche sich auf potenzielle Verkäufe beziehen. In der Literatur wird allgemein anerkannt, dass es eine starke Korrelation zwischen Verkäufen und solcher aggregierten Werten gibt. Aufgrund des Einflusses, den Bewertungen auf Vertriebsentscheidungen haben, sind Hersteller oft daran interessiert, diese für ihre eigenen Produkte heranzuziehen. Dies geschieht oft mithilfe von geschäftsorientierten Produkt-Review-Aggregatoren. In der Filmindustrie, so Reuters, achten große Studios auf Review-Aggregatoren, aber "legen nicht immer viel Wert darauf".

## Review-Aggregatoren

### Bücher
- iDreamBooks

### Elektronik
- Epinions
- TestFreaks
- TestSeek

### Film und Fernsehen
- Metacritic
- Movie Review Query Engine
- Rotten Tomatoes

### Musik
- Acclaimed Music
- AnyDecentMusic?
- Last.fm
- Metacritic
- Album of the Year

### Videospiele
- GameRankings
- Metacritic
- OpenCritic

### Andere Kategorien
- Graphiq